# Mark Burke
Mark Burke (Solihull, 12 februari 1969) is een Engels voormalig voetballer die als middenvelder speelde.
Burke begon zijn loopbaan bij Aston Villa FC en brak door bij Middlesbrough FC en Wolverhampton Wanderers FC. Toen hij in 1995 geen club in Engeland vond, kwam hij bij Fortuna Sittard waarvoor hij vier seizoenen zou spelen. Hierna volgde hij trainer Pim Verbeek naar Japan waar hij twee seizoenen voor Omiya Ardija speelde. Hierna speelde hij nog kort in Roemenië en Finland maar had moeite om een vaste club te vinden. Burke vestigde zich in Maastricht en speelde, behoudens een korte rentree in het profvoetbal bij TOP Oss, nog voor de amateurs van FC Vinkenslag. Tegenwoordig is hij actief als scout van Middlesbrough FC.